# San Jerónimo Xayacatlán
San Jerónimo Xayacatlán är en kommunhuvudort i Mexiko.   Den ligger i kommunen San Jerónimo Xayacatlán och delstaten Puebla, i den sydöstra delen av landet, 190 km sydost om huvudstaden Mexico City. San Jerónimo Xayacatlán ligger 1 301 meter över havet och antalet invånare är 4 500.
Terrängen runt San Jerónimo Xayacatlán är huvudsakligen lite kuperad. San Jerónimo Xayacatlán ligger nere i en dal. Runt San Jerónimo Xayacatlán är det ganska tätbefolkat, med 72 invånare per kvadratkilometer. Närmaste större samhälle är Acatlán de Osorio, 14,5 km väster om San Jerónimo Xayacatlán. Omgivningarna runt San Jerónimo Xayacatlán är en mosaik av jordbruksmark och naturlig växtlighet.